# Neomorphus squamiger
Neomorphus squamiger és una espècie d'ocell de la família dels cucúlids (Cuculidae) que habita la selva humida del Brasil amazònic.
És considerat per alguns autors coespecífic de Neomorphus geoffroyi.